# 弗洛伊德鎮區 (印第安納州帕特南縣)
弗洛伊德鎮區（英語：Floyd Township）是位於美國印地安納州普特南縣的一個行政鎮區。

## 地方資料
根據2010年美國人口普查的數據，弗洛伊德鎮區的面積為89.10平方千米，當中陸地面積為87.70平方千米，而水域面積為1.40平方千米。當地共有人口4011人，而人口密度為每平方千米45.02人。